# Violfingersvamp
Violfingersvamp (Ramariopsis pulchella) är en svampart som först beskrevs av Jean Louis Emile Boudier, och fick sitt nu gällande namn av Corner 1950. Enligt Catalogue of Life ingår Violfingersvamp i släktet Ramariopsis,  och familjen fingersvampar, men enligt Dyntaxa är tillhörigheten istället släktet Ramariopsis,  och familjen Gomphaceae. Arten är reproducerande i Sverige. Inga underarter finns listade i Catalogue of Life.